# Kontrowod
Kontrowod (ros. Контровод) – rzeka w Kraju Nadmorskim na Rosyjskim Dalekim Wschodzie. Jej źródła znajdują się w górach Sichote-Aliń. Długość wynosi 49 km. Uchodzi do rzeki Bikin.
Nad Kontrowodem położone jest miasto Łuczegorsk. Znajduje się w nim elektrownia wodna, na potrzeby której spiętrzono wody rzeki i utworzono zbiornik wodny.